# Glyptopetalum aquifolium
Glyptopetalum aquifolium är en benvedsväxtart som först beskrevs av Ludwig Eduard Theodor Loesener och Rehder, och fick sitt nu gällande namn av Ching Yung Cheng, Amp; Q. S. Ma, C. Y. Cheng och P. H. Huang. Glyptopetalum aquifolium ingår i släktet Glyptopetalum och familjen Celastraceae. Inga underarter finns listade.